# Дитрих IV от Лотарингия
Дитрих IV от Лотарингия (на немски: Dietrich IV von Lothringen; на френски: Thierry IV de Lorraine; † 1181) от фамилията Дом Шатеноа, е епископ на Мец от 1174 до 1179 г.

## Биография
Той е син на Матиас I, херцог на Горна Лотарингия († 1176), и съпругата му Берта от Швабия († 1194/1195), дъщеря на Фридрих II Хоенщауфен, херцог на Швабия и на Юдит Баварска.
Дитрих е домхер в Тул и през 1164 г. става там архидякон. След смъртта на чичо му, епископът на Тул, Хайнрих от Лотарингия, той става там през 1165 г. пропст. През 1169 г. той също е архидякон в Мец.
През 1174 г., Дитрих, с помощта на чичо си, император Фридрих I Барбароса, е избран за епископ на Мец. Папа Александър III отказва обаче одобрението на Дитрих. Третият Латерански събор през 1179 г. го сваля и номинира Бертрам за негов наследник.